# Exopalaemon annandalei
Exopalaemon annandalei är en kräftdjursart som först beskrevs av Kemp 1917.  Exopalaemon annandalei ingår i släktet Exopalaemon och familjen Palaemonidae. Inga underarter finns listade i Catalogue of Life.